# Khulan
Khulan Khatun (1164 circa – 1220 circa) fu un'imperatrice di Gengis Khan e capo della sua seconda corte. Il suo status nell'impero mongolo fu secondo solo a Börte.

## Biografia
Khulan era la figlia di Dair-Usun, capo del clan Uvas dei Merkiti, e fu offerta da suo padre come regalo a Gengis Khan, nato Temujin, il quale si innamorò di lei e, dopo la sua incoronazione come Khan, la nominò imperatrice, o khatun. Dall'unione ebbe un figlio, Gelejian, il quale arrivò secondo solo ai quattro figli maschi di Borte, ovvero Joci, Chagatai, Ögödei Khan e Tolui.

### Come moglie di Gengis Khan
Come le altre mogli di Gengis Khan, Khulan ebbe un ordo, o corte, e le fu concesso il territorio dei Monti Hėntij.
Pur amando Borte, la sua prima e principale moglie, Gengis ebbe molto a cuore Khulan, tanto che le permise di seguirlo in numerose campagne, soprattutto quella in occidente contro l'impero corasmio. Morì in una delle campagne di Gengis in India, e fu sepolta sotto una coltre di ghiaccio.

## Nella cultura di massa
Nel film Genghis Khan - Il grande conquistatore, Khulan è interpretata dall'attrice e modella sudcoreana Go Ara.